# Scott Smart
Scott Smart (Wateringbury, 29 maggio 1975) è un pilota motociclistico britannico ritiratosi dall'attività agonistica, figlio di Paul e nipote di Barry Sheene.

## Carriera

### Gli inizi e gare mondiali
Prima di dedicarsi al motomondiale, vinse il campionato Superteen nel 1994 e, tre anni più tardi, il campionato britannico 250. Sempre nel 1997, in sella ad una Honda, si classifica ottavo nel campionato Europeo classe 250 con due piazzamenti a podio. Dopo aver partecipato per tre anni, come wild card al GP di Gran Bretagna, gareggia continuativamente nel motomondiale 1998 e 1999, dapprima nella classe 500 a bordo di una Honda NSR 500 V2 del team Millar Honda Britain e in seguito nella classe 250 guidando una Aprilia.
Durante gli stessi anni, nel 1997, nel 2001 e nel 2002, partecipa anche a quattro gare del campionato mondiale Supersport, dapprima su una Ducati, in seguito su Suzuki e Honda.

### British Superbike
Nel 2003 partecipa alla sua prima stagione completa nel campionato britannico Superbike, concludendo nono, spesso tra i primi 10 sia in qualifica che in gara e ottenne due partenze in prima fila. L'anno successivo ottiene tre vittorie e conclude quarto. In questi due anni ha gareggiato per il team Hawk Kawasaki e per il Rizla Suzuki nel 2005, con compagno di squadra il campione in carica John Reynolds. Attriti con la squadra però lo costringono a lasciarla a metà stagione e va a correre per il team Vivaldi. Nel 2006 ottiene la vittoria nella rocambolesca gara 3 di Donington Park ma in seguito subisce una frattura al polso. Ritorna a correre nel BSB, giungendo 6º in gara 1. Nel 2007 ritorna nel team Hawk Kawasaki. Nel biennio 2011-2012 è alla guida di motociclette Ducati con cui si classifica rispettivamente ventitreesimo e ventottesimo.

## Risultati in gara

### Motomondiale
| 1995 | Classe | Moto  |  |  |  |  |  |  |  |  |    |  |  |  |  |  |  |  | Punti | Pos. |
| ---- | ------ | ----- |  |  |  |  |  |  |  |  | -- |  |  |  |  |  |  |  | ----- | ---- |
| 1995 | 250    | Honda |  |  |  |  |  |  |  |  | 24 |  |  |  |  |  |  |  | 0     |      |

| 1996 | Classe | Moto  |  |  |  |  |  |  |  |  |    |  |  |  |  |  |  |  | Punti | Pos. |
| ---- | ------ | ----- |  |  |  |  |  |  |  |  | -- |  |  |  |  |  |  |  | ----- | ---- |
| 1996 | 250    | Honda |  |  |  |  |  |  |  |  | 16 |  |  |  |  |  |  |  | 0     |      |

| 1997 | Classe | Moto  |  |  |  |  |  |  |  |  |  |  |    |  |  |  |  |  | Punti | Pos. |
| ---- | ------ | ----- |  |  |  |  |  |  |  |  |  |  | -- |  |  |  |  |  | ----- | ---- |
| 1997 | 250    | Honda |  |  |  |  |  |  |  |  |  |  | 12 |  |  |  |  |  | 4     | 30º  |

| 1998 | Classe | Moto  |     |  |    |    |     |    |    |    |     |    |     |    |    |    |  |  | Punti | Pos. |
| ---- | ------ | ----- | --- |  | -- | -- | --- | -- | -- | -- | --- | -- | --- | -- | -- | -- |  |  | ----- | ---- |
| 1998 | 500    | Honda | Rit |  | 21 | 19 | Rit | 12 | 14 | 10 | Rit | 21 | Rit | 15 | 15 | NP |  |  | 14    | 21º  |

| 1999 | Classe | Moto    |  |  |  |  |  |  |  |  |  |     |     |    |     |     |    |    | Punti | Pos. |
| ---- | ------ | ------- |  |  |  |  |  |  |  |  |  | --- | --- | -- | --- | --- | -- | -- | ----- | ---- |
| 1999 | 250    | Aprilia |  |  |  |  |  |  |  |  |  | Rit | Rit | 17 | Rit | Rit | 14 | 13 | 5     | 26º  |

| Legenda | 1º posto        | 2º posto            | 3º posto            | A punti      | Senza punti        | Grassetto – Pole position Corsivo – Giro più veloce |
| Legenda | Gara non valida | Non qual./Non part. | Ritirato/Non class. | Squalificato | '-' Dato non disp. | Grassetto – Pole position Corsivo – Giro più veloce |

### Campionato mondiale Supersport
| 1997 | Moto   |  |     |  |  |   |  |  |  |  |  |  |  | Punti | Pos. |
| ---- | ------ |  | --- |  |  | - |  |  |  |  |  |  |  | ----- | ---- |
| 1997 | Ducati |  | Rit |  |  | 7 |  |  |  |  |  |  |  | 9     | 28º  |

| 1999 | Moto   |  |  |  |    |  |  |  |  |  |  |  |  | Punti | Pos. |
| ---- | ------ |  |  |  | -- |  |  |  |  |  |  |  |  | ----- | ---- |
| 1999 | Suzuki |  |  |  | NQ |  |  |  |  |  |  |  |  | 0     |      |

| 2001 | Moto   |  |  |  |  |    |  |  |  |  |  |  |  | Punti | Pos. |
| ---- | ------ |  |  |  |  | -- |  |  |  |  |  |  |  | ----- | ---- |
| 2001 | Suzuki |  |  |  |  | 15 |  |  |  |  |  |  |  | 1     | 35º  |

| 2002 | Moto  |  |  |  |  |  |  |  |  |     |  |  |  | Punti | Pos. |
| ---- | ----- |  |  |  |  |  |  |  |  | --- |  |  |  | ----- | ---- |
| 2002 | Honda |  |  |  |  |  |  |  |  | Rit |  |  |  | 0     |      |

| Legenda | 1º posto        | 2º posto            | 3º posto           | A punti      | Senza punti        | Grassetto – Pole position Corsivo – Giro più veloce |
| Legenda | Gara non valida | Non qual./Non part. | Ritirato/Non class | Squalificato | '-' Dato non disp. | Grassetto – Pole position Corsivo – Giro più veloce |